# Phelister brevis
Phelister brevis är en skalbaggsart som beskrevs av Heinrich Bickhardt 1917. Phelister brevis ingår i släktet Phelister och familjen stumpbaggar. Inga underarter finns listade i Catalogue of Life.